# 고밀군
고밀군(高密郡), 교서군(膠西郡)은 중국의 옛 군이다. 군국제를 시행할 때에는 교서국(膠西國), 고밀국(高密國)이라 했다.

## 진·전한
첫 이름은 교서군이다. 진나라의 36군에는 들지 않으나, 진나라에서 낭야군의 교수(膠水) 서안을 분할해 설치했다고 보기도 한다. 속현은 고밀(高密)·평수(平壽)·하밀(下密)·도창(都昌)·신성(新城)·순우(淳于)·과(瓡)·고막(姑幕) 8현이 확인된다.
전한에서 고제 6년(기원전 201년) 제도혜왕을 제나라에 봉할 때 제나라의 7군 중 하나였으며, 제나라가 문제 15년(기원전 165년)에 폐지돼 한나라의 관할이 됐다가 문제 16년(기원전 164년)에 제나라를 여섯 나라로 분할·부활하면서 따로 교서국의 봉토가 됐다. 교서왕 유앙의 난행을 이유로 경제 전2년(기원전 154년)에 영릉(營陵)·평수(平壽)·짐(斟)·순우(淳于)·도창(都昌)·상독(桑犢) 6현이 북해군으로 분할됐고, 전3년(기원전 153년) 오초칠국의 난에 교서왕이 가담했다 패망해 왕국이 일시적으로 폐지됐다. 곧 경제의 아들 교서우왕의 왕국이 됐고, 무제 치세에 교서우왕이 난행을 부렸기 때문에 봉국의 태반을 삭감했다. 원봉 3년(기원전 108년) 교서우왕이 아들 없이 죽어 한나라의 직할 군이 됐다. 교서우왕 때 삭감된 영역은 주변의 왕국으로 들어갈 수는 없으므로 낭야군과 북해군에 편입됐을 것이며, 안구현(安丘縣)과 안구후국(安丘侯國)이 북해군과 낭야군에 각각 존재하므로 안구현이 이때 분할돼 일부만 북해군에 속하고 나머지는 교서국에 남았다가 나중에 왕자후가 봉해지면서 고밀국에서 낭야군으로 옮겨진 것으로 보인다. 안구현을 제외한 나머지 삭감 영역은 대략 동무현(東武縣)을 기점으로 한 낭야군의 북서 지역으로 추정된다.
본시 원년(기원전 71년) 이름이 고밀로 바뀌어 고밀애왕의 봉국이 됐다.
원시 2년(2년)의 인구조사에 따르면 4만 531호, 19만 2536명이 있었다. 아래의 속현 목록은 한서 지리지를 따른 것으로 원연·수화 지간(기원전 8년)의 현황으로 여겨지며, 일반적으로 첫 현이 군의 치소나 왕국의 서울이다. 대략 현대의 웨이팡시 가오미시와, 안추시와 주청시의 일부다.
| 이름   | 한자   | 대략적 위치            | 비고                                      |
| ------ | ------ | ---------------------- | ----------------------------------------- |
| 고밀현 | 高密縣 | 웨이팡시 가오미시 남서 |                                           |
| 창안현 | 昌安縣 | 웨이팡시 안추시 남동   |                                           |
| 석천현 | 石泉縣 | 웨이팡시 주청시 북     |                                           |
| 이안현 | 夷安縣 | 웨이팡시 가오미시      | 응소에 따르면 옛 내나라 이유(夷維)읍이다. |
| 성향현 | 成鄕縣 | 웨이팡시 안추시 북동   |                                           |

다음은 고밀왕국에서 갈려나온 왕자후국으로, 총 7국이다.
| 이름       | 봉해진 때                         | 폐해진 때             | 왕자후표의 말격 | 지리지의 소속 군 |
| ---------- | --------------------------------- | --------------------- | --------------- | ---------------- |
| 교향(膠鄕) | 초원 원년(기원전 48년) 3월 정사일 | 양삭 4년(기원전 21년) | 낭야            |                  |
| 비량(卑梁) | 건시 2년(기원전 31년) 정월        | 시건국 원년(9년)      |                 |                  |
| 교양(膠陽) | 건시 2년(기원전 31년) 정월        | 시건국 원년(9년)      |                 | 북해             |
| 무향(武鄕) | 건시 2년(기원전 31년) 정월        | 시건국 원년(9년)      |                 | 낭야             |
| 성향(成鄕) | 건시 2년(기원전 31년) 정월        | 시건국 원년(9년)      |                 | 북해             |
| 여자(麗玆) | 건시 2년(기원전 31년) 정월        | 시건국 원년(9년)      |                 | 낭야             |
| 안구(安丘) | 홍가 원년(기원전 20년)            | 시건국 원년(9년)      |                 | 낭야             |

## 신나라
다음 현의 이름을 고쳤다.
| 전한       | 신         |
| ---------- | ---------- |
| 고밀(高密) | 장모(章牟) |
| 석천(石泉) | 양신(養信) |
| 이안(夷安) | 원정(原亭) |
| 성향(成鄕) | 순성(順成) |

## 장관

### 전한

#### 교서태수
- 서인(? ~ 기원전 84년)

#### 고밀상
- 공패(선제 말기)

### 후한

#### 고밀태수
- 장순(張徇, 장보 임명)